# Archelosauria
Archelosauria es un clado propuesto en 2014, que agrupa a los arcosaurios (aves, cocodrilos, dinosaurios, pterosaurios, etc) y sus formas emparentadas junto con los pantestudinados (tortugas, plesiosaurios, placodontos, etc). Está respaldado por varios análisis moleculares utilizando diversos métodos moleculares como la presencia de elementos ultraconservados, la secuencia de ADN, ADN mitocondrial, micro ARN y secuencias de proteínas lo que sugiere un antepasado común. Además de la presencia de dos sinapomorfías fuertes: una cresta sagital en el supraoccipital y la ausencia de un foramen entepicondilar humeral, esta última característica a menudo se usa para identificar arcosauromorfos.
Equivale a Archosauromorpha pero incluyendo al clado Pantestudines. Sin embargo existe fuertes diferencias anatómicas o morfológicas entre ambos. Por ejemplo los arcosaurios por lo general conservan el cráneo diápsido típico (con fosas temporales), mientras que los pantestudinados han perdido una o todas las fosas temporales, por esa razón las tortugas durante un tiempo fueron consideradas anápsidos. Otro clado que se ha creado fue Ankylopoda (equivalente a Lepidosauromorpha) que agrupa a los pantestudinados como cercanos a los lepidosaurios y eolacertilios, no obstante los especialistas prefieren más el uso de Archelosauria que de Ankylopoda ya que filogenéticamente los pantestudinados no están tan estrechamente emparentados con ellos.

## Filogenia
La relación filogenética entre las formas vivientes según los análisis moleculares (incluido las secuencias proteicas obtenidas de Tyrannosaurus rex y Brachylophosaurus canadensis) queda como sigue:
|  | Sphenodontia |
|  |              |
|  | Squamata     |
|  |              |

|  | Aves                                                                                                  |
|  | |
|  | \| \| Tyrannosauroidea (Tyrannosaurus) \| \| \| \| \| \| Ornithischia (Brachylophosaurus) \| \| \| \| |
|  | |
|  | Tyrannosauroidea (Tyrannosaurus)                                                                      |
|  | |
|  | Ornithischia (Brachylophosaurus)                                                                      |
|  | |

|  | Tyrannosauroidea (Tyrannosaurus) |
|  |                                  |
|  | Ornithischia (Brachylophosaurus) |
|  |                                  |

|  | Aves                                                                                                  |
|  | |
|  | \| \| Tyrannosauroidea (Tyrannosaurus) \| \| \| \| \| \| Ornithischia (Brachylophosaurus) \| \| \| \| |
|  | |
|  | Tyrannosauroidea (Tyrannosaurus)                                                                      |
|  | |
|  | Ornithischia (Brachylophosaurus)                                                                      |
|  | |

|  | Tyrannosauroidea (Tyrannosaurus) |
|  |                                  |
|  | Ornithischia (Brachylophosaurus) |
|  |                                  |

|  | Aves                                                                                                  |
|  | |
|  | \| \| Tyrannosauroidea (Tyrannosaurus) \| \| \| \| \| \| Ornithischia (Brachylophosaurus) \| \| \| \| |
|  | |
|  | Tyrannosauroidea (Tyrannosaurus)                                                                      |
|  | |
|  | Ornithischia (Brachylophosaurus)                                                                      |
|  | |

|  | Tyrannosauroidea (Tyrannosaurus) |
|  |                                  |
|  | Ornithischia (Brachylophosaurus) |
|  |                                  |

|  | Aves                                                                                                  |
|  | |
|  | \| \| Tyrannosauroidea (Tyrannosaurus) \| \| \| \| \| \| Ornithischia (Brachylophosaurus) \| \| \| \| |
|  | |
|  | Tyrannosauroidea (Tyrannosaurus)                                                                      |
|  | |
|  | Ornithischia (Brachylophosaurus)                                                                      |
|  | |

|  | Tyrannosauroidea (Tyrannosaurus) |
|  |                                  |
|  | Ornithischia (Brachylophosaurus) |
|  |                                  |

|  | Sphenodontia |
|  |              |
|  | Squamata     |
|  |              |

|  | Aves                                                                                                  |
|  | |
|  | \| \| Tyrannosauroidea (Tyrannosaurus) \| \| \| \| \| \| Ornithischia (Brachylophosaurus) \| \| \| \| |
|  | |
|  | Tyrannosauroidea (Tyrannosaurus)                                                                      |
|  | |
|  | Ornithischia (Brachylophosaurus)                                                                      |
|  | |

|  | Tyrannosauroidea (Tyrannosaurus) |
|  |                                  |
|  | Ornithischia (Brachylophosaurus) |
|  |                                  |

|  | Aves                                                                                                  |
|  | |
|  | \| \| Tyrannosauroidea (Tyrannosaurus) \| \| \| \| \| \| Ornithischia (Brachylophosaurus) \| \| \| \| |
|  | |
|  | Tyrannosauroidea (Tyrannosaurus)                                                                      |
|  | |
|  | Ornithischia (Brachylophosaurus)                                                                      |
|  | |

|  | Tyrannosauroidea (Tyrannosaurus) |
|  |                                  |
|  | Ornithischia (Brachylophosaurus) |
|  |                                  |

|  | Aves                                                                                                  |
|  | |
|  | \| \| Tyrannosauroidea (Tyrannosaurus) \| \| \| \| \| \| Ornithischia (Brachylophosaurus) \| \| \| \| |
|  | |
|  | Tyrannosauroidea (Tyrannosaurus)                                                                      |
|  | |
|  | Ornithischia (Brachylophosaurus)                                                                      |
|  | |

|  | Tyrannosauroidea (Tyrannosaurus) |
|  |                                  |
|  | Ornithischia (Brachylophosaurus) |
|  |                                  |

|  | Aves                                                                                                  |
|  | |
|  | \| \| Tyrannosauroidea (Tyrannosaurus) \| \| \| \| \| \| Ornithischia (Brachylophosaurus) \| \| \| \| |
|  | |
|  | Tyrannosauroidea (Tyrannosaurus)                                                                      |
|  | |
|  | Ornithischia (Brachylophosaurus)                                                                      |
|  | |

|  | Tyrannosauroidea (Tyrannosaurus) |
|  |                                  |
|  | Ornithischia (Brachylophosaurus) |
|  |                                  |

Una posible relación filogenética incluyendo todas las formas extintas relacionadas es la siguiente:
|  | Trilophosauria† |
|  |                 |
|  | Rhynchosauria†  |
|  |                 |

|  | Crocodilia                                                                     |
|  |                                                                                |
|  | \| \| Pterosauria† \| \| \| \| \| \| Dinosauria (incluye las aves) \| \| \| \| |
|  |                                                                                |
|  | Pterosauria†                                                                   |
|  |                                                                                |
|  | Dinosauria (incluye las aves)                                                  |
|  |                                                                                |

|  | Pterosauria†                  |
|  |                               |
|  | Dinosauria (incluye las aves) |
|  |                               |

|  | Crocodilia                                                                     |
|  |                                                                                |
|  | \| \| Pterosauria† \| \| \| \| \| \| Dinosauria (incluye las aves) \| \| \| \| |
|  |                                                                                |
|  | Pterosauria†                                                                   |
|  |                                                                                |
|  | Dinosauria (incluye las aves)                                                  |
|  |                                                                                |

|  | Pterosauria†                  |
|  |                               |
|  | Dinosauria (incluye las aves) |
|  |                               |

|  | Trilophosauria† |
|  |                 |
|  | Rhynchosauria†  |
|  |                 |

|  | Crocodilia                                                                     |
|  |                                                                                |
|  | \| \| Pterosauria† \| \| \| \| \| \| Dinosauria (incluye las aves) \| \| \| \| |
|  |                                                                                |
|  | Pterosauria†                                                                   |
|  |                                                                                |
|  | Dinosauria (incluye las aves)                                                  |
|  |                                                                                |

|  | Pterosauria†                  |
|  |                               |
|  | Dinosauria (incluye las aves) |
|  |                               |

|  | Crocodilia                                                                     |
|  |                                                                                |
|  | \| \| Pterosauria† \| \| \| \| \| \| Dinosauria (incluye las aves) \| \| \| \| |
|  |                                                                                |
|  | Pterosauria†                                                                   |
|  |                                                                                |
|  | Dinosauria (incluye las aves)                                                  |
|  |                                                                                |

|  | Pterosauria†                  |
|  |                               |
|  | Dinosauria (incluye las aves) |
|  |                               |

|  | Trilophosauria† |
|  |                 |
|  | Rhynchosauria†  |
|  |                 |

|  | Crocodilia                                                                     |
|  |                                                                                |
|  | \| \| Pterosauria† \| \| \| \| \| \| Dinosauria (incluye las aves) \| \| \| \| |
|  |                                                                                |
|  | Pterosauria†                                                                   |
|  |                                                                                |
|  | Dinosauria (incluye las aves)                                                  |
|  |                                                                                |

|  | Pterosauria†                  |
|  |                               |
|  | Dinosauria (incluye las aves) |
|  |                               |

|  | Crocodilia                                                                     |
|  |                                                                                |
|  | \| \| Pterosauria† \| \| \| \| \| \| Dinosauria (incluye las aves) \| \| \| \| |
|  |                                                                                |
|  | Pterosauria†                                                                   |
|  |                                                                                |
|  | Dinosauria (incluye las aves)                                                  |
|  |                                                                                |

|  | Pterosauria†                  |
|  |                               |
|  | Dinosauria (incluye las aves) |
|  |                               |

|  | Trilophosauria† |
|  |                 |
|  | Rhynchosauria†  |
|  |                 |

|  | Crocodilia                                                                     |
|  |                                                                                |
|  | \| \| Pterosauria† \| \| \| \| \| \| Dinosauria (incluye las aves) \| \| \| \| |
|  |                                                                                |
|  | Pterosauria†                                                                   |
|  |                                                                                |
|  | Dinosauria (incluye las aves)                                                  |
|  |                                                                                |

|  | Pterosauria†                  |
|  |                               |
|  | Dinosauria (incluye las aves) |
|  |                               |

|  | Crocodilia                                                                     |
|  |                                                                                |
|  | \| \| Pterosauria† \| \| \| \| \| \| Dinosauria (incluye las aves) \| \| \| \| |
|  |                                                                                |
|  | Pterosauria†                                                                   |
|  |                                                                                |
|  | Dinosauria (incluye las aves)                                                  |
|  |                                                                                |

|  | Pterosauria†                  |
|  |                               |
|  | Dinosauria (incluye las aves) |
|  |                               |

|  | Eosauropterygia†                                                    |
|  |                                                                     |
|  | \| \| Sinosaurosphargis† \| \| \| \| \| \| Placodontia† \| \| \| \| |
|  |                                                                     |
|  | Sinosaurosphargis†                                                  |
|  |                                                                     |
|  | Placodontia†                                                        |
|  |                                                                     |

|  | Sinosaurosphargis† |
|  |                    |
|  | Placodontia†       |
|  |                    |

|  | Odontochelys†                                                                          |
|  |                                                                                        |
|  | \| \| Proganochelys† \| \| \| \| \| \| Testudines (solo tortugas actuales) \| \| \| \| |
|  |                                                                                        |
|  | Proganochelys†                                                                         |
|  |                                                                                        |
|  | Testudines (solo tortugas actuales)                                                    |
|  |                                                                                        |

|  | Proganochelys†                      |
|  |                                     |
|  | Testudines (solo tortugas actuales) |
|  |                                     |

|  | Odontochelys†                                                                          |
|  |                                                                                        |
|  | \| \| Proganochelys† \| \| \| \| \| \| Testudines (solo tortugas actuales) \| \| \| \| |
|  |                                                                                        |
|  | Proganochelys†                                                                         |
|  |                                                                                        |
|  | Testudines (solo tortugas actuales)                                                    |
|  |                                                                                        |

|  | Proganochelys†                      |
|  |                                     |
|  | Testudines (solo tortugas actuales) |
|  |                                     |

|  | Odontochelys†                                                                          |
|  |                                                                                        |
|  | \| \| Proganochelys† \| \| \| \| \| \| Testudines (solo tortugas actuales) \| \| \| \| |
|  |                                                                                        |
|  | Proganochelys†                                                                         |
|  |                                                                                        |
|  | Testudines (solo tortugas actuales)                                                    |
|  |                                                                                        |

|  | Proganochelys†                      |
|  |                                     |
|  | Testudines (solo tortugas actuales) |
|  |                                     |

|  | Odontochelys†                                                                          |
|  |                                                                                        |
|  | \| \| Proganochelys† \| \| \| \| \| \| Testudines (solo tortugas actuales) \| \| \| \| |
|  |                                                                                        |
|  | Proganochelys†                                                                         |
|  |                                                                                        |
|  | Testudines (solo tortugas actuales)                                                    |
|  |                                                                                        |

|  | Proganochelys†                      |
|  |                                     |
|  | Testudines (solo tortugas actuales) |
|  |                                     |

|  | Odontochelys†                                                                          |
|  |                                                                                        |
|  | \| \| Proganochelys† \| \| \| \| \| \| Testudines (solo tortugas actuales) \| \| \| \| |
|  |                                                                                        |
|  | Proganochelys†                                                                         |
|  |                                                                                        |
|  | Testudines (solo tortugas actuales)                                                    |
|  |                                                                                        |

|  | Proganochelys†                      |
|  |                                     |
|  | Testudines (solo tortugas actuales) |
|  |                                     |

|  | Odontochelys†                                                                          |
|  |                                                                                        |
|  | \| \| Proganochelys† \| \| \| \| \| \| Testudines (solo tortugas actuales) \| \| \| \| |
|  |                                                                                        |
|  | Proganochelys†                                                                         |
|  |                                                                                        |
|  | Testudines (solo tortugas actuales)                                                    |
|  |                                                                                        |

|  | Proganochelys†                      |
|  |                                     |
|  | Testudines (solo tortugas actuales) |
|  |                                     |

|  | Odontochelys†                                                                          |
|  |                                                                                        |
|  | \| \| Proganochelys† \| \| \| \| \| \| Testudines (solo tortugas actuales) \| \| \| \| |
|  |                                                                                        |
|  | Proganochelys†                                                                         |
|  |                                                                                        |
|  | Testudines (solo tortugas actuales)                                                    |
|  |                                                                                        |

|  | Proganochelys†                      |
|  |                                     |
|  | Testudines (solo tortugas actuales) |
|  |                                     |

|  | Odontochelys†                                                                          |
|  |                                                                                        |
|  | \| \| Proganochelys† \| \| \| \| \| \| Testudines (solo tortugas actuales) \| \| \| \| |
|  |                                                                                        |
|  | Proganochelys†                                                                         |
|  |                                                                                        |
|  | Testudines (solo tortugas actuales)                                                    |
|  |                                                                                        |

|  | Proganochelys†                      |
|  |                                     |
|  | Testudines (solo tortugas actuales) |
|  |                                     |

|  | Eosauropterygia†                                                    |
|  |                                                                     |
|  | \| \| Sinosaurosphargis† \| \| \| \| \| \| Placodontia† \| \| \| \| |
|  |                                                                     |
|  | Sinosaurosphargis†                                                  |
|  |                                                                     |
|  | Placodontia†                                                        |
|  |                                                                     |

|  | Sinosaurosphargis† |
|  |                    |
|  | Placodontia†       |
|  |                    |

|  | Odontochelys†                                                                          |
|  |                                                                                        |
|  | \| \| Proganochelys† \| \| \| \| \| \| Testudines (solo tortugas actuales) \| \| \| \| |
|  |                                                                                        |
|  | Proganochelys†                                                                         |
|  |                                                                                        |
|  | Testudines (solo tortugas actuales)                                                    |
|  |                                                                                        |

|  | Proganochelys†                      |
|  |                                     |
|  | Testudines (solo tortugas actuales) |
|  |                                     |

|  | Odontochelys†                                                                          |
|  |                                                                                        |
|  | \| \| Proganochelys† \| \| \| \| \| \| Testudines (solo tortugas actuales) \| \| \| \| |
|  |                                                                                        |
|  | Proganochelys†                                                                         |
|  |                                                                                        |
|  | Testudines (solo tortugas actuales)                                                    |
|  |                                                                                        |

|  | Proganochelys†                      |
|  |                                     |
|  | Testudines (solo tortugas actuales) |
|  |                                     |

|  | Odontochelys†                                                                          |
|  |                                                                                        |
|  | \| \| Proganochelys† \| \| \| \| \| \| Testudines (solo tortugas actuales) \| \| \| \| |
|  |                                                                                        |
|  | Proganochelys†                                                                         |
|  |                                                                                        |
|  | Testudines (solo tortugas actuales)                                                    |
|  |                                                                                        |

|  | Proganochelys†                      |
|  |                                     |
|  | Testudines (solo tortugas actuales) |
|  |                                     |

|  | Odontochelys†                                                                          |
|  |                                                                                        |
|  | \| \| Proganochelys† \| \| \| \| \| \| Testudines (solo tortugas actuales) \| \| \| \| |
|  |                                                                                        |
|  | Proganochelys†                                                                         |
|  |                                                                                        |
|  | Testudines (solo tortugas actuales)                                                    |
|  |                                                                                        |

|  | Proganochelys†                      |
|  |                                     |
|  | Testudines (solo tortugas actuales) |
|  |                                     |

|  | Odontochelys†                                                                          |
|  |                                                                                        |
|  | \| \| Proganochelys† \| \| \| \| \| \| Testudines (solo tortugas actuales) \| \| \| \| |
|  |                                                                                        |
|  | Proganochelys†                                                                         |
|  |                                                                                        |
|  | Testudines (solo tortugas actuales)                                                    |
|  |                                                                                        |

|  | Proganochelys†                      |
|  |                                     |
|  | Testudines (solo tortugas actuales) |
|  |                                     |

|  | Odontochelys†                                                                          |
|  |                                                                                        |
|  | \| \| Proganochelys† \| \| \| \| \| \| Testudines (solo tortugas actuales) \| \| \| \| |
|  |                                                                                        |
|  | Proganochelys†                                                                         |
|  |                                                                                        |
|  | Testudines (solo tortugas actuales)                                                    |
|  |                                                                                        |

|  | Proganochelys†                      |
|  |                                     |
|  | Testudines (solo tortugas actuales) |
|  |                                     |

|  | Odontochelys†                                                                          |
|  |                                                                                        |
|  | \| \| Proganochelys† \| \| \| \| \| \| Testudines (solo tortugas actuales) \| \| \| \| |
|  |                                                                                        |
|  | Proganochelys†                                                                         |
|  |                                                                                        |
|  | Testudines (solo tortugas actuales)                                                    |
|  |                                                                                        |

|  | Proganochelys†                      |
|  |                                     |
|  | Testudines (solo tortugas actuales) |
|  |                                     |

|  | Odontochelys†                                                                          |
|  |                                                                                        |
|  | \| \| Proganochelys† \| \| \| \| \| \| Testudines (solo tortugas actuales) \| \| \| \| |
|  |                                                                                        |
|  | Proganochelys†                                                                         |
|  |                                                                                        |
|  | Testudines (solo tortugas actuales)                                                    |
|  |                                                                                        |

|  | Proganochelys†                      |
|  |                                     |
|  | Testudines (solo tortugas actuales) |
|  |                                     |

|  | Trilophosauria† |
|  |                 |
|  | Rhynchosauria†  |
|  |                 |

|  | Crocodilia                                                                     |
|  |                                                                                |
|  | \| \| Pterosauria† \| \| \| \| \| \| Dinosauria (incluye las aves) \| \| \| \| |
|  |                                                                                |
|  | Pterosauria†                                                                   |
|  |                                                                                |
|  | Dinosauria (incluye las aves)                                                  |
|  |                                                                                |

|  | Pterosauria†                  |
|  |                               |
|  | Dinosauria (incluye las aves) |
|  |                               |

|  | Crocodilia                                                                     |
|  |                                                                                |
|  | \| \| Pterosauria† \| \| \| \| \| \| Dinosauria (incluye las aves) \| \| \| \| |
|  |                                                                                |
|  | Pterosauria†                                                                   |
|  |                                                                                |
|  | Dinosauria (incluye las aves)                                                  |
|  |                                                                                |

|  | Pterosauria†                  |
|  |                               |
|  | Dinosauria (incluye las aves) |
|  |                               |

|  | Trilophosauria† |
|  |                 |
|  | Rhynchosauria†  |
|  |                 |

|  | Crocodilia                                                                     |
|  |                                                                                |
|  | \| \| Pterosauria† \| \| \| \| \| \| Dinosauria (incluye las aves) \| \| \| \| |
|  |                                                                                |
|  | Pterosauria†                                                                   |
|  |                                                                                |
|  | Dinosauria (incluye las aves)                                                  |
|  |                                                                                |

|  | Pterosauria†                  |
|  |                               |
|  | Dinosauria (incluye las aves) |
|  |                               |

|  | Crocodilia                                                                     |
|  |                                                                                |
|  | \| \| Pterosauria† \| \| \| \| \| \| Dinosauria (incluye las aves) \| \| \| \| |
|  |                                                                                |
|  | Pterosauria†                                                                   |
|  |                                                                                |
|  | Dinosauria (incluye las aves)                                                  |
|  |                                                                                |

|  | Pterosauria†                  |
|  |                               |
|  | Dinosauria (incluye las aves) |
|  |                               |

|  | Trilophosauria† |
|  |                 |
|  | Rhynchosauria†  |
|  |                 |

|  | Crocodilia                                                                     |
|  |                                                                                |
|  | \| \| Pterosauria† \| \| \| \| \| \| Dinosauria (incluye las aves) \| \| \| \| |
|  |                                                                                |
|  | Pterosauria†                                                                   |
|  |                                                                                |
|  | Dinosauria (incluye las aves)                                                  |
|  |                                                                                |

|  | Pterosauria†                  |
|  |                               |
|  | Dinosauria (incluye las aves) |
|  |                               |

|  | Crocodilia                                                                     |
|  |                                                                                |
|  | \| \| Pterosauria† \| \| \| \| \| \| Dinosauria (incluye las aves) \| \| \| \| |
|  |                                                                                |
|  | Pterosauria†                                                                   |
|  |                                                                                |
|  | Dinosauria (incluye las aves)                                                  |
|  |                                                                                |

|  | Pterosauria†                  |
|  |                               |
|  | Dinosauria (incluye las aves) |
|  |                               |

|  | Trilophosauria† |
|  |                 |
|  | Rhynchosauria†  |
|  |                 |

|  | Crocodilia                                                                     |
|  |                                                                                |
|  | \| \| Pterosauria† \| \| \| \| \| \| Dinosauria (incluye las aves) \| \| \| \| |
|  |                                                                                |
|  | Pterosauria†                                                                   |
|  |                                                                                |
|  | Dinosauria (incluye las aves)                                                  |
|  |                                                                                |

|  | Pterosauria†                  |
|  |                               |
|  | Dinosauria (incluye las aves) |
|  |                               |

|  | Crocodilia                                                                     |
|  |                                                                                |
|  | \| \| Pterosauria† \| \| \| \| \| \| Dinosauria (incluye las aves) \| \| \| \| |
|  |                                                                                |
|  | Pterosauria†                                                                   |
|  |                                                                                |
|  | Dinosauria (incluye las aves)                                                  |
|  |                                                                                |

|  | Pterosauria†                  |
|  |                               |
|  | Dinosauria (incluye las aves) |
|  |                               |

|  | Eosauropterygia†                                                    |
|  |                                                                     |
|  | \| \| Sinosaurosphargis† \| \| \| \| \| \| Placodontia† \| \| \| \| |
|  |                                                                     |
|  | Sinosaurosphargis†                                                  |
|  |                                                                     |
|  | Placodontia†                                                        |
|  |                                                                     |

|  | Sinosaurosphargis† |
|  |                    |
|  | Placodontia†       |
|  |                    |

|  | Odontochelys†                                                                          |
|  |                                                                                        |
|  | \| \| Proganochelys† \| \| \| \| \| \| Testudines (solo tortugas actuales) \| \| \| \| |
|  |                                                                                        |
|  | Proganochelys†                                                                         |
|  |                                                                                        |
|  | Testudines (solo tortugas actuales)                                                    |
|  |                                                                                        |

|  | Proganochelys†                      |
|  |                                     |
|  | Testudines (solo tortugas actuales) |
|  |                                     |

|  | Odontochelys†                                                                          |
|  |                                                                                        |
|  | \| \| Proganochelys† \| \| \| \| \| \| Testudines (solo tortugas actuales) \| \| \| \| |
|  |                                                                                        |
|  | Proganochelys†                                                                         |
|  |                                                                                        |
|  | Testudines (solo tortugas actuales)                                                    |
|  |                                                                                        |

|  | Proganochelys†                      |
|  |                                     |
|  | Testudines (solo tortugas actuales) |
|  |                                     |

|  | Odontochelys†                                                                          |
|  |                                                                                        |
|  | \| \| Proganochelys† \| \| \| \| \| \| Testudines (solo tortugas actuales) \| \| \| \| |
|  |                                                                                        |
|  | Proganochelys†                                                                         |
|  |                                                                                        |
|  | Testudines (solo tortugas actuales)                                                    |
|  |                                                                                        |

|  | Proganochelys†                      |
|  |                                     |
|  | Testudines (solo tortugas actuales) |
|  |                                     |

|  | Odontochelys†                                                                          |
|  |                                                                                        |
|  | \| \| Proganochelys† \| \| \| \| \| \| Testudines (solo tortugas actuales) \| \| \| \| |
|  |                                                                                        |
|  | Proganochelys†                                                                         |
|  |                                                                                        |
|  | Testudines (solo tortugas actuales)                                                    |
|  |                                                                                        |

|  | Proganochelys†                      |
|  |                                     |
|  | Testudines (solo tortugas actuales) |
|  |                                     |

|  | Odontochelys†                                                                          |
|  |                                                                                        |
|  | \| \| Proganochelys† \| \| \| \| \| \| Testudines (solo tortugas actuales) \| \| \| \| |
|  |                                                                                        |
|  | Proganochelys†                                                                         |
|  |                                                                                        |
|  | Testudines (solo tortugas actuales)                                                    |
|  |                                                                                        |

|  | Proganochelys†                      |
|  |                                     |
|  | Testudines (solo tortugas actuales) |
|  |                                     |

|  | Odontochelys†                                                                          |
|  |                                                                                        |
|  | \| \| Proganochelys† \| \| \| \| \| \| Testudines (solo tortugas actuales) \| \| \| \| |
|  |                                                                                        |
|  | Proganochelys†                                                                         |
|  |                                                                                        |
|  | Testudines (solo tortugas actuales)                                                    |
|  |                                                                                        |

|  | Proganochelys†                      |
|  |                                     |
|  | Testudines (solo tortugas actuales) |
|  |                                     |

|  | Odontochelys†                                                                          |
|  |                                                                                        |
|  | \| \| Proganochelys† \| \| \| \| \| \| Testudines (solo tortugas actuales) \| \| \| \| |
|  |                                                                                        |
|  | Proganochelys†                                                                         |
|  |                                                                                        |
|  | Testudines (solo tortugas actuales)                                                    |
|  |                                                                                        |

|  | Proganochelys†                      |
|  |                                     |
|  | Testudines (solo tortugas actuales) |
|  |                                     |

|  | Odontochelys†                                                                          |
|  |                                                                                        |
|  | \| \| Proganochelys† \| \| \| \| \| \| Testudines (solo tortugas actuales) \| \| \| \| |
|  |                                                                                        |
|  | Proganochelys†                                                                         |
|  |                                                                                        |
|  | Testudines (solo tortugas actuales)                                                    |
|  |                                                                                        |

|  | Proganochelys†                      |
|  |                                     |
|  | Testudines (solo tortugas actuales) |
|  |                                     |

|  | Eosauropterygia†                                                    |
|  |                                                                     |
|  | \| \| Sinosaurosphargis† \| \| \| \| \| \| Placodontia† \| \| \| \| |
|  |                                                                     |
|  | Sinosaurosphargis†                                                  |
|  |                                                                     |
|  | Placodontia†                                                        |
|  |                                                                     |

|  | Sinosaurosphargis† |
|  |                    |
|  | Placodontia†       |
|  |                    |

|  | Odontochelys†                                                                          |
|  |                                                                                        |
|  | \| \| Proganochelys† \| \| \| \| \| \| Testudines (solo tortugas actuales) \| \| \| \| |
|  |                                                                                        |
|  | Proganochelys†                                                                         |
|  |                                                                                        |
|  | Testudines (solo tortugas actuales)                                                    |
|  |                                                                                        |

|  | Proganochelys†                      |
|  |                                     |
|  | Testudines (solo tortugas actuales) |
|  |                                     |

|  | Odontochelys†                                                                          |
|  |                                                                                        |
|  | \| \| Proganochelys† \| \| \| \| \| \| Testudines (solo tortugas actuales) \| \| \| \| |
|  |                                                                                        |
|  | Proganochelys†                                                                         |
|  |                                                                                        |
|  | Testudines (solo tortugas actuales)                                                    |
|  |                                                                                        |

|  | Proganochelys†                      |
|  |                                     |
|  | Testudines (solo tortugas actuales) |
|  |                                     |

|  | Odontochelys†                                                                          |
|  |                                                                                        |
|  | \| \| Proganochelys† \| \| \| \| \| \| Testudines (solo tortugas actuales) \| \| \| \| |
|  |                                                                                        |
|  | Proganochelys†                                                                         |
|  |                                                                                        |
|  | Testudines (solo tortugas actuales)                                                    |
|  |                                                                                        |

|  | Proganochelys†                      |
|  |                                     |
|  | Testudines (solo tortugas actuales) |
|  |                                     |

|  | Odontochelys†                                                                          |
|  |                                                                                        |
|  | \| \| Proganochelys† \| \| \| \| \| \| Testudines (solo tortugas actuales) \| \| \| \| |
|  |                                                                                        |
|  | Proganochelys†                                                                         |
|  |                                                                                        |
|  | Testudines (solo tortugas actuales)                                                    |
|  |                                                                                        |

|  | Proganochelys†                      |
|  |                                     |
|  | Testudines (solo tortugas actuales) |
|  |                                     |

|  | Odontochelys†                                                                          |
|  |                                                                                        |
|  | \| \| Proganochelys† \| \| \| \| \| \| Testudines (solo tortugas actuales) \| \| \| \| |
|  |                                                                                        |
|  | Proganochelys†                                                                         |
|  |                                                                                        |
|  | Testudines (solo tortugas actuales)                                                    |
|  |                                                                                        |

|  | Proganochelys†                      |
|  |                                     |
|  | Testudines (solo tortugas actuales) |
|  |                                     |

|  | Odontochelys†                                                                          |
|  |                                                                                        |
|  | \| \| Proganochelys† \| \| \| \| \| \| Testudines (solo tortugas actuales) \| \| \| \| |
|  |                                                                                        |
|  | Proganochelys†                                                                         |
|  |                                                                                        |
|  | Testudines (solo tortugas actuales)                                                    |
|  |                                                                                        |

|  | Proganochelys†                      |
|  |                                     |
|  | Testudines (solo tortugas actuales) |
|  |                                     |

|  | Odontochelys†                                                                          |
|  |                                                                                        |
|  | \| \| Proganochelys† \| \| \| \| \| \| Testudines (solo tortugas actuales) \| \| \| \| |
|  |                                                                                        |
|  | Proganochelys†                                                                         |
|  |                                                                                        |
|  | Testudines (solo tortugas actuales)                                                    |
|  |                                                                                        |

|  | Proganochelys†                      |
|  |                                     |
|  | Testudines (solo tortugas actuales) |
|  |                                     |

|  | Odontochelys†                                                                          |
|  |                                                                                        |
|  | \| \| Proganochelys† \| \| \| \| \| \| Testudines (solo tortugas actuales) \| \| \| \| |
|  |                                                                                        |
|  | Proganochelys†                                                                         |
|  |                                                                                        |
|  | Testudines (solo tortugas actuales)                                                    |
|  |                                                                                        |

|  | Proganochelys†                      |
|  |                                     |
|  | Testudines (solo tortugas actuales) |
|  |                                     |

|  | Trilophosauria† |
|  |                 |
|  | Rhynchosauria†  |
|  |                 |

|  | Crocodilia                                                                     |
|  |                                                                                |
|  | \| \| Pterosauria† \| \| \| \| \| \| Dinosauria (incluye las aves) \| \| \| \| |
|  |                                                                                |
|  | Pterosauria†                                                                   |
|  |                                                                                |
|  | Dinosauria (incluye las aves)                                                  |
|  |                                                                                |

|  | Pterosauria†                  |
|  |                               |
|  | Dinosauria (incluye las aves) |
|  |                               |

|  | Crocodilia                                                                     |
|  |                                                                                |
|  | \| \| Pterosauria† \| \| \| \| \| \| Dinosauria (incluye las aves) \| \| \| \| |
|  |                                                                                |
|  | Pterosauria†                                                                   |
|  |                                                                                |
|  | Dinosauria (incluye las aves)                                                  |
|  |                                                                                |

|  | Pterosauria†                  |
|  |                               |
|  | Dinosauria (incluye las aves) |
|  |                               |

|  | Trilophosauria† |
|  |                 |
|  | Rhynchosauria†  |
|  |                 |

|  | Crocodilia                                                                     |
|  |                                                                                |
|  | \| \| Pterosauria† \| \| \| \| \| \| Dinosauria (incluye las aves) \| \| \| \| |
|  |                                                                                |
|  | Pterosauria†                                                                   |
|  |                                                                                |
|  | Dinosauria (incluye las aves)                                                  |
|  |                                                                                |

|  | Pterosauria†                  |
|  |                               |
|  | Dinosauria (incluye las aves) |
|  |                               |

|  | Crocodilia                                                                     |
|  |                                                                                |
|  | \| \| Pterosauria† \| \| \| \| \| \| Dinosauria (incluye las aves) \| \| \| \| |
|  |                                                                                |
|  | Pterosauria†                                                                   |
|  |                                                                                |
|  | Dinosauria (incluye las aves)                                                  |
|  |                                                                                |

|  | Pterosauria†                  |
|  |                               |
|  | Dinosauria (incluye las aves) |
|  |                               |

|  | Trilophosauria† |
|  |                 |
|  | Rhynchosauria†  |
|  |                 |

|  | Crocodilia                                                                     |
|  |                                                                                |
|  | \| \| Pterosauria† \| \| \| \| \| \| Dinosauria (incluye las aves) \| \| \| \| |
|  |                                                                                |
|  | Pterosauria†                                                                   |
|  |                                                                                |
|  | Dinosauria (incluye las aves)                                                  |
|  |                                                                                |

|  | Pterosauria†                  |
|  |                               |
|  | Dinosauria (incluye las aves) |
|  |                               |

|  | Crocodilia                                                                     |
|  |                                                                                |
|  | \| \| Pterosauria† \| \| \| \| \| \| Dinosauria (incluye las aves) \| \| \| \| |
|  |                                                                                |
|  | Pterosauria†                                                                   |
|  |                                                                                |
|  | Dinosauria (incluye las aves)                                                  |
|  |                                                                                |

|  | Pterosauria†                  |
|  |                               |
|  | Dinosauria (incluye las aves) |
|  |                               |

|  | Trilophosauria† |
|  |                 |
|  | Rhynchosauria†  |
|  |                 |

|  | Crocodilia                                                                     |
|  |                                                                                |
|  | \| \| Pterosauria† \| \| \| \| \| \| Dinosauria (incluye las aves) \| \| \| \| |
|  |                                                                                |
|  | Pterosauria†                                                                   |
|  |                                                                                |
|  | Dinosauria (incluye las aves)                                                  |
|  |                                                                                |

|  | Pterosauria†                  |
|  |                               |
|  | Dinosauria (incluye las aves) |
|  |                               |

|  | Crocodilia                                                                     |
|  |                                                                                |
|  | \| \| Pterosauria† \| \| \| \| \| \| Dinosauria (incluye las aves) \| \| \| \| |
|  |                                                                                |
|  | Pterosauria†                                                                   |
|  |                                                                                |
|  | Dinosauria (incluye las aves)                                                  |
|  |                                                                                |

|  | Pterosauria†                  |
|  |                               |
|  | Dinosauria (incluye las aves) |
|  |                               |

|  | Eosauropterygia†                                                    |
|  |                                                                     |
|  | \| \| Sinosaurosphargis† \| \| \| \| \| \| Placodontia† \| \| \| \| |
|  |                                                                     |
|  | Sinosaurosphargis†                                                  |
|  |                                                                     |
|  | Placodontia†                                                        |
|  |                                                                     |

|  | Sinosaurosphargis† |
|  |                    |
|  | Placodontia†       |
|  |                    |

|  | Odontochelys†                                                                          |
|  |                                                                                        |
|  | \| \| Proganochelys† \| \| \| \| \| \| Testudines (solo tortugas actuales) \| \| \| \| |
|  |                                                                                        |
|  | Proganochelys†                                                                         |
|  |                                                                                        |
|  | Testudines (solo tortugas actuales)                                                    |
|  |                                                                                        |

|  | Proganochelys†                      |
|  |                                     |
|  | Testudines (solo tortugas actuales) |
|  |                                     |

|  | Odontochelys†                                                                          |
|  |                                                                                        |
|  | \| \| Proganochelys† \| \| \| \| \| \| Testudines (solo tortugas actuales) \| \| \| \| |
|  |                                                                                        |
|  | Proganochelys†                                                                         |
|  |                                                                                        |
|  | Testudines (solo tortugas actuales)                                                    |
|  |                                                                                        |

|  | Proganochelys†                      |
|  |                                     |
|  | Testudines (solo tortugas actuales) |
|  |                                     |

|  | Odontochelys†                                                                          |
|  |                                                                                        |
|  | \| \| Proganochelys† \| \| \| \| \| \| Testudines (solo tortugas actuales) \| \| \| \| |
|  |                                                                                        |
|  | Proganochelys†                                                                         |
|  |                                                                                        |
|  | Testudines (solo tortugas actuales)                                                    |
|  |                                                                                        |

|  | Proganochelys†                      |
|  |                                     |
|  | Testudines (solo tortugas actuales) |
|  |                                     |

|  | Odontochelys†                                                                          |
|  |                                                                                        |
|  | \| \| Proganochelys† \| \| \| \| \| \| Testudines (solo tortugas actuales) \| \| \| \| |
|  |                                                                                        |
|  | Proganochelys†                                                                         |
|  |                                                                                        |
|  | Testudines (solo tortugas actuales)                                                    |
|  |                                                                                        |

|  | Proganochelys†                      |
|  |                                     |
|  | Testudines (solo tortugas actuales) |
|  |                                     |

|  | Odontochelys†                                                                          |
|  |                                                                                        |
|  | \| \| Proganochelys† \| \| \| \| \| \| Testudines (solo tortugas actuales) \| \| \| \| |
|  |                                                                                        |
|  | Proganochelys†                                                                         |
|  |                                                                                        |
|  | Testudines (solo tortugas actuales)                                                    |
|  |                                                                                        |

|  | Proganochelys†                      |
|  |                                     |
|  | Testudines (solo tortugas actuales) |
|  |                                     |

|  | Odontochelys†                                                                          |
|  |                                                                                        |
|  | \| \| Proganochelys† \| \| \| \| \| \| Testudines (solo tortugas actuales) \| \| \| \| |
|  |                                                                                        |
|  | Proganochelys†                                                                         |
|  |                                                                                        |
|  | Testudines (solo tortugas actuales)                                                    |
|  |                                                                                        |

|  | Proganochelys†                      |
|  |                                     |
|  | Testudines (solo tortugas actuales) |
|  |                                     |

|  | Odontochelys†                                                                          |
|  |                                                                                        |
|  | \| \| Proganochelys† \| \| \| \| \| \| Testudines (solo tortugas actuales) \| \| \| \| |
|  |                                                                                        |
|  | Proganochelys†                                                                         |
|  |                                                                                        |
|  | Testudines (solo tortugas actuales)                                                    |
|  |                                                                                        |

|  | Proganochelys†                      |
|  |                                     |
|  | Testudines (solo tortugas actuales) |
|  |                                     |

|  | Odontochelys†                                                                          |
|  |                                                                                        |
|  | \| \| Proganochelys† \| \| \| \| \| \| Testudines (solo tortugas actuales) \| \| \| \| |
|  |                                                                                        |
|  | Proganochelys†                                                                         |
|  |                                                                                        |
|  | Testudines (solo tortugas actuales)                                                    |
|  |                                                                                        |

|  | Proganochelys†                      |
|  |                                     |
|  | Testudines (solo tortugas actuales) |
|  |                                     |

|  | Eosauropterygia†                                                    |
|  |                                                                     |
|  | \| \| Sinosaurosphargis† \| \| \| \| \| \| Placodontia† \| \| \| \| |
|  |                                                                     |
|  | Sinosaurosphargis†                                                  |
|  |                                                                     |
|  | Placodontia†                                                        |
|  |                                                                     |

|  | Sinosaurosphargis† |
|  |                    |
|  | Placodontia†       |
|  |                    |

|  | Odontochelys†                                                                          |
|  |                                                                                        |
|  | \| \| Proganochelys† \| \| \| \| \| \| Testudines (solo tortugas actuales) \| \| \| \| |
|  |                                                                                        |
|  | Proganochelys†                                                                         |
|  |                                                                                        |
|  | Testudines (solo tortugas actuales)                                                    |
|  |                                                                                        |

|  | Proganochelys†                      |
|  |                                     |
|  | Testudines (solo tortugas actuales) |
|  |                                     |

|  | Odontochelys†                                                                          |
|  |                                                                                        |
|  | \| \| Proganochelys† \| \| \| \| \| \| Testudines (solo tortugas actuales) \| \| \| \| |
|  |                                                                                        |
|  | Proganochelys†                                                                         |
|  |                                                                                        |
|  | Testudines (solo tortugas actuales)                                                    |
|  |                                                                                        |

|  | Proganochelys†                      |
|  |                                     |
|  | Testudines (solo tortugas actuales) |
|  |                                     |

|  | Odontochelys†                                                                          |
|  |                                                                                        |
|  | \| \| Proganochelys† \| \| \| \| \| \| Testudines (solo tortugas actuales) \| \| \| \| |
|  |                                                                                        |
|  | Proganochelys†                                                                         |
|  |                                                                                        |
|  | Testudines (solo tortugas actuales)                                                    |
|  |                                                                                        |

|  | Proganochelys†                      |
|  |                                     |
|  | Testudines (solo tortugas actuales) |
|  |                                     |

|  | Odontochelys†                                                                          |
|  |                                                                                        |
|  | \| \| Proganochelys† \| \| \| \| \| \| Testudines (solo tortugas actuales) \| \| \| \| |
|  |                                                                                        |
|  | Proganochelys†                                                                         |
|  |                                                                                        |
|  | Testudines (solo tortugas actuales)                                                    |
|  |                                                                                        |

|  | Proganochelys†                      |
|  |                                     |
|  | Testudines (solo tortugas actuales) |
|  |                                     |

|  | Odontochelys†                                                                          |
|  |                                                                                        |
|  | \| \| Proganochelys† \| \| \| \| \| \| Testudines (solo tortugas actuales) \| \| \| \| |
|  |                                                                                        |
|  | Proganochelys†                                                                         |
|  |                                                                                        |
|  | Testudines (solo tortugas actuales)                                                    |
|  |                                                                                        |

|  | Proganochelys†                      |
|  |                                     |
|  | Testudines (solo tortugas actuales) |
|  |                                     |

|  | Odontochelys†                                                                          |
|  |                                                                                        |
|  | \| \| Proganochelys† \| \| \| \| \| \| Testudines (solo tortugas actuales) \| \| \| \| |
|  |                                                                                        |
|  | Proganochelys†                                                                         |
|  |                                                                                        |
|  | Testudines (solo tortugas actuales)                                                    |
|  |                                                                                        |

|  | Proganochelys†                      |
|  |                                     |
|  | Testudines (solo tortugas actuales) |
|  |                                     |

|  | Odontochelys†                                                                          |
|  |                                                                                        |
|  | \| \| Proganochelys† \| \| \| \| \| \| Testudines (solo tortugas actuales) \| \| \| \| |
|  |                                                                                        |
|  | Proganochelys†                                                                         |
|  |                                                                                        |
|  | Testudines (solo tortugas actuales)                                                    |
|  |                                                                                        |

|  | Proganochelys†                      |
|  |                                     |
|  | Testudines (solo tortugas actuales) |
|  |                                     |

|  | Odontochelys†                                                                          |
|  |                                                                                        |
|  | \| \| Proganochelys† \| \| \| \| \| \| Testudines (solo tortugas actuales) \| \| \| \| |
|  |                                                                                        |
|  | Proganochelys†                                                                         |
|  |                                                                                        |
|  | Testudines (solo tortugas actuales)                                                    |
|  |                                                                                        |

|  | Proganochelys†                      |
|  |                                     |
|  | Testudines (solo tortugas actuales) |
|  |                                     |

|  | Trilophosauria† |
|  |                 |
|  | Rhynchosauria†  |
|  |                 |

|  | Crocodilia                                                                     |
|  |                                                                                |
|  | \| \| Pterosauria† \| \| \| \| \| \| Dinosauria (incluye las aves) \| \| \| \| |
|  |                                                                                |
|  | Pterosauria†                                                                   |
|  |                                                                                |
|  | Dinosauria (incluye las aves)                                                  |
|  |                                                                                |

|  | Pterosauria†                  |
|  |                               |
|  | Dinosauria (incluye las aves) |
|  |                               |

|  | Crocodilia                                                                     |
|  |                                                                                |
|  | \| \| Pterosauria† \| \| \| \| \| \| Dinosauria (incluye las aves) \| \| \| \| |
|  |                                                                                |
|  | Pterosauria†                                                                   |
|  |                                                                                |
|  | Dinosauria (incluye las aves)                                                  |
|  |                                                                                |

|  | Pterosauria†                  |
|  |                               |
|  | Dinosauria (incluye las aves) |
|  |                               |

|  | Trilophosauria† |
|  |                 |
|  | Rhynchosauria†  |
|  |                 |

|  | Crocodilia                                                                     |
|  |                                                                                |
|  | \| \| Pterosauria† \| \| \| \| \| \| Dinosauria (incluye las aves) \| \| \| \| |
|  |                                                                                |
|  | Pterosauria†                                                                   |
|  |                                                                                |
|  | Dinosauria (incluye las aves)                                                  |
|  |                                                                                |

|  | Pterosauria†                  |
|  |                               |
|  | Dinosauria (incluye las aves) |
|  |                               |

|  | Crocodilia                                                                     |
|  |                                                                                |
|  | \| \| Pterosauria† \| \| \| \| \| \| Dinosauria (incluye las aves) \| \| \| \| |
|  |                                                                                |
|  | Pterosauria†                                                                   |
|  |                                                                                |
|  | Dinosauria (incluye las aves)                                                  |
|  |                                                                                |

|  | Pterosauria†                  |
|  |                               |
|  | Dinosauria (incluye las aves) |
|  |                               |

|  | Trilophosauria† |
|  |                 |
|  | Rhynchosauria†  |
|  |                 |

|  | Crocodilia                                                                     |
|  |                                                                                |
|  | \| \| Pterosauria† \| \| \| \| \| \| Dinosauria (incluye las aves) \| \| \| \| |
|  |                                                                                |
|  | Pterosauria†                                                                   |
|  |                                                                                |
|  | Dinosauria (incluye las aves)                                                  |
|  |                                                                                |

|  | Pterosauria†                  |
|  |                               |
|  | Dinosauria (incluye las aves) |
|  |                               |

|  | Crocodilia                                                                     |
|  |                                                                                |
|  | \| \| Pterosauria† \| \| \| \| \| \| Dinosauria (incluye las aves) \| \| \| \| |
|  |                                                                                |
|  | Pterosauria†                                                                   |
|  |                                                                                |
|  | Dinosauria (incluye las aves)                                                  |
|  |                                                                                |

|  | Pterosauria†                  |
|  |                               |
|  | Dinosauria (incluye las aves) |
|  |                               |

|  | Trilophosauria† |
|  |                 |
|  | Rhynchosauria†  |
|  |                 |

|  | Crocodilia                                                                     |
|  |                                                                                |
|  | \| \| Pterosauria† \| \| \| \| \| \| Dinosauria (incluye las aves) \| \| \| \| |
|  |                                                                                |
|  | Pterosauria†                                                                   |
|  |                                                                                |
|  | Dinosauria (incluye las aves)                                                  |
|  |                                                                                |

|  | Pterosauria†                  |
|  |                               |
|  | Dinosauria (incluye las aves) |
|  |                               |

|  | Crocodilia                                                                     |
|  |                                                                                |
|  | \| \| Pterosauria† \| \| \| \| \| \| Dinosauria (incluye las aves) \| \| \| \| |
|  |                                                                                |
|  | Pterosauria†                                                                   |
|  |                                                                                |
|  | Dinosauria (incluye las aves)                                                  |
|  |                                                                                |

|  | Pterosauria†                  |
|  |                               |
|  | Dinosauria (incluye las aves) |
|  |                               |

|  | Eosauropterygia†                                                    |
|  |                                                                     |
|  | \| \| Sinosaurosphargis† \| \| \| \| \| \| Placodontia† \| \| \| \| |
|  |                                                                     |
|  | Sinosaurosphargis†                                                  |
|  |                                                                     |
|  | Placodontia†                                                        |
|  |                                                                     |

|  | Sinosaurosphargis† |
|  |                    |
|  | Placodontia†       |
|  |                    |

|  | Odontochelys†                                                                          |
|  |                                                                                        |
|  | \| \| Proganochelys† \| \| \| \| \| \| Testudines (solo tortugas actuales) \| \| \| \| |
|  |                                                                                        |
|  | Proganochelys†                                                                         |
|  |                                                                                        |
|  | Testudines (solo tortugas actuales)                                                    |
|  |                                                                                        |

|  | Proganochelys†                      |
|  |                                     |
|  | Testudines (solo tortugas actuales) |
|  |                                     |

|  | Odontochelys†                                                                          |
|  |                                                                                        |
|  | \| \| Proganochelys† \| \| \| \| \| \| Testudines (solo tortugas actuales) \| \| \| \| |
|  |                                                                                        |
|  | Proganochelys†                                                                         |
|  |                                                                                        |
|  | Testudines (solo tortugas actuales)                                                    |
|  |                                                                                        |

|  | Proganochelys†                      |
|  |                                     |
|  | Testudines (solo tortugas actuales) |
|  |                                     |

|  | Odontochelys†                                                                          |
|  |                                                                                        |
|  | \| \| Proganochelys† \| \| \| \| \| \| Testudines (solo tortugas actuales) \| \| \| \| |
|  |                                                                                        |
|  | Proganochelys†                                                                         |
|  |                                                                                        |
|  | Testudines (solo tortugas actuales)                                                    |
|  |                                                                                        |

|  | Proganochelys†                      |
|  |                                     |
|  | Testudines (solo tortugas actuales) |
|  |                                     |

|  | Odontochelys†                                                                          |
|  |                                                                                        |
|  | \| \| Proganochelys† \| \| \| \| \| \| Testudines (solo tortugas actuales) \| \| \| \| |
|  |                                                                                        |
|  | Proganochelys†                                                                         |
|  |                                                                                        |
|  | Testudines (solo tortugas actuales)                                                    |
|  |                                                                                        |

|  | Proganochelys†                      |
|  |                                     |
|  | Testudines (solo tortugas actuales) |
|  |                                     |

|  | Odontochelys†                                                                          |
|  |                                                                                        |
|  | \| \| Proganochelys† \| \| \| \| \| \| Testudines (solo tortugas actuales) \| \| \| \| |
|  |                                                                                        |
|  | Proganochelys†                                                                         |
|  |                                                                                        |
|  | Testudines (solo tortugas actuales)                                                    |
|  |                                                                                        |

|  | Proganochelys†                      |
|  |                                     |
|  | Testudines (solo tortugas actuales) |
|  |                                     |

|  | Odontochelys†                                                                          |
|  |                                                                                        |
|  | \| \| Proganochelys† \| \| \| \| \| \| Testudines (solo tortugas actuales) \| \| \| \| |
|  |                                                                                        |
|  | Proganochelys†                                                                         |
|  |                                                                                        |
|  | Testudines (solo tortugas actuales)                                                    |
|  |                                                                                        |

|  | Proganochelys†                      |
|  |                                     |
|  | Testudines (solo tortugas actuales) |
|  |                                     |

|  | Odontochelys†                                                                          |
|  |                                                                                        |
|  | \| \| Proganochelys† \| \| \| \| \| \| Testudines (solo tortugas actuales) \| \| \| \| |
|  |                                                                                        |
|  | Proganochelys†                                                                         |
|  |                                                                                        |
|  | Testudines (solo tortugas actuales)                                                    |
|  |                                                                                        |

|  | Proganochelys†                      |
|  |                                     |
|  | Testudines (solo tortugas actuales) |
|  |                                     |

|  | Odontochelys†                                                                          |
|  |                                                                                        |
|  | \| \| Proganochelys† \| \| \| \| \| \| Testudines (solo tortugas actuales) \| \| \| \| |
|  |                                                                                        |
|  | Proganochelys†                                                                         |
|  |                                                                                        |
|  | Testudines (solo tortugas actuales)                                                    |
|  |                                                                                        |

|  | Proganochelys†                      |
|  |                                     |
|  | Testudines (solo tortugas actuales) |
|  |                                     |

|  | Eosauropterygia†                                                    |
|  |                                                                     |
|  | \| \| Sinosaurosphargis† \| \| \| \| \| \| Placodontia† \| \| \| \| |
|  |                                                                     |
|  | Sinosaurosphargis†                                                  |
|  |                                                                     |
|  | Placodontia†                                                        |
|  |                                                                     |

|  | Sinosaurosphargis† |
|  |                    |
|  | Placodontia†       |
|  |                    |

|  | Odontochelys†                                                                          |
|  |                                                                                        |
|  | \| \| Proganochelys† \| \| \| \| \| \| Testudines (solo tortugas actuales) \| \| \| \| |
|  |                                                                                        |
|  | Proganochelys†                                                                         |
|  |                                                                                        |
|  | Testudines (solo tortugas actuales)                                                    |
|  |                                                                                        |

|  | Proganochelys†                      |
|  |                                     |
|  | Testudines (solo tortugas actuales) |
|  |                                     |

|  | Odontochelys†                                                                          |
|  |                                                                                        |
|  | \| \| Proganochelys† \| \| \| \| \| \| Testudines (solo tortugas actuales) \| \| \| \| |
|  |                                                                                        |
|  | Proganochelys†                                                                         |
|  |                                                                                        |
|  | Testudines (solo tortugas actuales)                                                    |
|  |                                                                                        |

|  | Proganochelys†                      |
|  |                                     |
|  | Testudines (solo tortugas actuales) |
|  |                                     |

|  | Odontochelys†                                                                          |
|  |                                                                                        |
|  | \| \| Proganochelys† \| \| \| \| \| \| Testudines (solo tortugas actuales) \| \| \| \| |
|  |                                                                                        |
|  | Proganochelys†                                                                         |
|  |                                                                                        |
|  | Testudines (solo tortugas actuales)                                                    |
|  |                                                                                        |

|  | Proganochelys†                      |
|  |                                     |
|  | Testudines (solo tortugas actuales) |
|  |                                     |

|  | Odontochelys†                                                                          |
|  |                                                                                        |
|  | \| \| Proganochelys† \| \| \| \| \| \| Testudines (solo tortugas actuales) \| \| \| \| |
|  |                                                                                        |
|  | Proganochelys†                                                                         |
|  |                                                                                        |
|  | Testudines (solo tortugas actuales)                                                    |
|  |                                                                                        |

|  | Proganochelys†                      |
|  |                                     |
|  | Testudines (solo tortugas actuales) |
|  |                                     |

|  | Odontochelys†                                                                          |
|  |                                                                                        |
|  | \| \| Proganochelys† \| \| \| \| \| \| Testudines (solo tortugas actuales) \| \| \| \| |
|  |                                                                                        |
|  | Proganochelys†                                                                         |
|  |                                                                                        |
|  | Testudines (solo tortugas actuales)                                                    |
|  |                                                                                        |

|  | Proganochelys†                      |
|  |                                     |
|  | Testudines (solo tortugas actuales) |
|  |                                     |

|  | Odontochelys†                                                                          |
|  |                                                                                        |
|  | \| \| Proganochelys† \| \| \| \| \| \| Testudines (solo tortugas actuales) \| \| \| \| |
|  |                                                                                        |
|  | Proganochelys†                                                                         |
|  |                                                                                        |
|  | Testudines (solo tortugas actuales)                                                    |
|  |                                                                                        |

|  | Proganochelys†                      |
|  |                                     |
|  | Testudines (solo tortugas actuales) |
|  |                                     |

|  | Odontochelys†                                                                          |
|  |                                                                                        |
|  | \| \| Proganochelys† \| \| \| \| \| \| Testudines (solo tortugas actuales) \| \| \| \| |
|  |                                                                                        |
|  | Proganochelys†                                                                         |
|  |                                                                                        |
|  | Testudines (solo tortugas actuales)                                                    |
|  |                                                                                        |

|  | Proganochelys†                      |
|  |                                     |
|  | Testudines (solo tortugas actuales) |
|  |                                     |

|  | Odontochelys†                                                                          |
|  |                                                                                        |
|  | \| \| Proganochelys† \| \| \| \| \| \| Testudines (solo tortugas actuales) \| \| \| \| |
|  |                                                                                        |
|  | Proganochelys†                                                                         |
|  |                                                                                        |
|  | Testudines (solo tortugas actuales)                                                    |
|  |                                                                                        |

|  | Proganochelys†                      |
|  |                                     |
|  | Testudines (solo tortugas actuales) |
|  |                                     |

## Clasificación
- Subclase Diapsida
  - Infraclase Archelosauria (Archosauromorpha)
    - Orden Choristodera †
    - Orden Prolacertiformes †
    - Orden Rhynchosauria †
    - Orden Trilophosauria †
    - Clado Archosauriformes
      - Familia Euparkeriidae †
      - Familia Erythrosuchidae †
      - Familia Proterochampsidae †
      - Familia Proterosuchidae †
      - Familia Doswelliidae †
      - División Archosauria
        - Subdivisión Crurotarsi
          - Familia Ornithosuchidae †
          - Orden Aetosauria †
          - Orden Phytosauria †
          - Orden Rauisuchia †
          - Superorden Crocodylomorpha
            - Orden Crocodilia

        - Subdivisión Avemetatarsalia
          - Orden Pterosauria †
          - Superorden Dinosauria
            - Orden Ornithischia †
            - Orden Saurischia
              - Clase Aves

    - Clado Pantestudines
      - Familia Saurosphargidae †
      - Orden Testudines
      - Superorden Sauropterygia †
        - Orden Plesiosauria †
        - Orden Placodontia †
        - Orden Nothosauroidea †
        - Orden Thalattosauria †